# Jaskinia Lejbusiowa
Jaskinia Lejbusiowa (Szczelina nad Jaskinią Marmurową) – jaskinia w Dolinie Mułowej w Tatrach Zachodnich. Wejście do niej znajduje się w zboczu Twardej Kopy, powyżej Jaskini Małej w Mułowej i Jaskini Marmurowej, na wysokości 1813 metrów n.p.m. Długość jaskini wynosi 83 metry, a jej deniwelacja 49 metrów.
Jaskinia ma ukształtowanie pionowe. Z otworu wejściowego przez płytką studzienkę, niską salkę i przełaz dochodzi się do wysokiej sali.
Poprzez wąskie szczeliny ma ona połączenie z położoną niżej Jaskinią Małą w Mułowej.